# 1969 (chanson)
Pour les articles homonymes, voir 1969 (homonymie).
Singles de The Stooges
I Wanna Be Your Dog
(1969) Down On the Street
(1970)
Pistes de The Stooges
We Will Fall
1969  est une chanson écrite et interprétée en 1969 par le groupe de rock américain The Stooges, sortie sur l'album qui porte leur nom, The Stooges, puis en single.
En 2008, la chanson est placée en 35e position dans la liste « 100 Greatest Guitar Songs of All Time » du magazine Rolling Stone.

## Description
1969 est le 2e single de la carrière des Stooges. C'est aussi le premier titre de leur premier album, sorti en août. Mais auparavant, la chanson était déjà parue en face B du premier single du groupe, I Wanna Be Your Dog, en juillet 1969. Elle s'articule autour d'une mélodie simple et hypnotique, posée sur un rythme répétitif à la Bo Diddley, appelé « Diddley beat ». Ron Asheton se déchaîne avec un travail de guitare distordu.
Selon Benjamin Berton, « 1969 est musicalement sublime, radicale par sa simplicité et son impact, portée par la fusion des deux frères Asheton ».
Les paroles écrites par Iggy Pop incarnent la frustration post-adolescente. Un journal rock de Détroit qualifie 1969 de « meilleure chanson de l'album,  l'expression parfaite de l'éternelle rébellion anarcho-cinglée de la jeunesse ». Ce texte désabusé, plus minimaliste encore qu'une chanson des Ramones, est un modèle pour les groupes de punk rock.

## Autres versions
La chanson est reprise par différents artistes : 
- 1983 : The Sisters of Mercy, sur l'EP Alice (12")
- 1987 : The Mission, en face B de Wasteland
- 1988 : The Pretenders, en face B de Windows of the World
- 1990 : Iggy Pop sur l'album Live at the Channel Boston M.A. 1988
- 1997 : Joey Ramone sur la compilation We Will Fall - The Iggy Pop Tribute
- 2018 : UK Subs sur l'album Subversions

Le morceau 2012 de The Flaming Lips, Kesha et Biz Markie, paru sur l'album The Flaming Lips and Heady Fwends en 2012, contient un sample de 1969 par The Stooges.